# Beady Belle
Beady Belle — норвежская музыкальная группа, основанная в 1999 году вокалисткой и композитором  Беатой С. Лек и басистом Мариусом Рексьё. Музыка коллектива написана в джазовой стилистике, но включает элементы других жанров — техно на Home, поп на Belvedere, кантри на At Welding Bridge и др.

## Состав
- Беата С. Лек (Beate S. Lech) — вокал, композитор
- Мариус Рексьё (Marius Reksjø) — бас, клавиши
- Эрик Хольм (Erik Holm) — ударные; в составе с 2005 года

## Дискография

### Альбомы
- 2001 — Home
- 2003 — Cewbeagappic
- 2005 — Closer
- 2008 — Belvedere
- 2010 — At Welding Bridge
- 2013 — Cricklewood Broadway

### Синглы и пластинки
- 2000 — Ghosts
- 2001 — Lose and Win
- 2001 — Lose and Win (грампластинка)
- 2001 — Moderation (грампластинка)
- 2003 — Bella